# 細嘴杓鷸
細嘴杓鷸是一種已滅絕的杓鷸。牠們在西伯利亞針葉林內的沼澤及泥炭沼澤繁殖，且是候鳥，會遷徙至地中海的淡水環境過冬。
一些細嘴杓鷸曾在歐洲西部、加那利群島、亞速爾群島、阿曼、加拿大及日本出現。在北美洲就只曾於1925年在渥太華出現。

## 描述

### 外表
細嘴杓鷸是中等身形的杓鷸，長36-41厘米。翼展長77-88厘米。牠們的大小如中杓鷸，但羽毛卻較像白腰杓鷸。繁殖時的成鳥上身呈灰褐色，下背部及臀部呈白色。下身呈白色，有深褐色的斑紋。兩側有圓形或心形的斑點。成鳥平時的羽毛相似，但兩側有較小斑點。雄鳥及雌鳥相似，但雌鳥的喙較長，目的是避免雄鳥及雌鳥爭奪食物。雛鳥的羽毛像成鳥，但兩側有褐色的斑紋，心形的斑點只在第一年的冬天才出現。
與中杓鷸相比，細嘴杓鷸的胸部、尾巴及翼底較白，而喙較短及幼長，喙底較直。中杓鷸與細嘴杓鷸的斑點亦有所不同，中杓鷸的呈箭咀形，而細嘴杓鷸則呈圓形或心形。細嘴杓鷸的頭上有深色的冠，肩膀呈白色，有點像中杓鷸。細嘴杓鷸的外表在野外很難見到。
細嘴杓鷸比其他杓鷸較白，翼底呈白色，兩側有明顯的斑點。

### 叫聲
細嘴杓鷸的叫聲像中杓鷸，但較為高音，更有節奏及較短。

## 行為
有關細嘴杓鷸的繁殖所知有限，只曾發現數個巢，平均每個巢內有4顆蛋。
細嘴杓鷸主要以喙在軟泥中覓食細小的無脊椎動物，也會在地面上找細小的食物。牠們是高度群居的鳥類，在繁殖季節以外也會群居，甚至與其他如中杓鷸等其他杓鷸一起生活。

## 保育狀況
細嘴杓鷸經過長時間的減少後，數量已變得非常稀少，而且亦在繼續減少。估計現時只有少於50隻細嘴杓鷸，以及一些未確認的觀察報告。故此牠們被列為瀕危物種。牠們其實是繼大海雀於150年前消失後第一種正面臨滅絕危機的歐洲鳥類。
細嘴杓鷸的衰落主要是由地中海冬天時過份捕獵所致。失去棲息地亦可能是成因之一，不過在西伯利亞仍有大部份適合棲息的地方。牠們成功繁殖的比率不明，而現存有多少基因流動亦不明。理論上牠們可能逃避至一些不能涉足的地方，但亦相信只存有很少數量。
唯一詳細紀錄的細嘴杓鷸巢穴是於1924年在西伯利亞鄂木斯克近塔拉（57°N 74°E / 57°N 74°E）的地方發現。雖然曾進行詳細搜尋，但牠們的巢穴自此不明。牠們減少的程度亦可以從以往在摩洛哥過冬的候鳥的消失得知一二。
於1995年在義大利指發現有20隻細嘴杓鷸，在英國諾森伯蘭郡的德瑞里奇海灣亦有發現雛鳥的紀錄。在古北區西部的數個地區亦有指發現細嘴杓鷸，包括在義大利及希臘，但都沒有相片及跟進工作，當中其中一隻更認為其實是中杓鷸。另外在多瑙河三角洲亦有指見到牠們。
故此，雖然沒有足夠證明，但基於可能的棲息地，相信細嘴杓鷸仍然存在。估計牠們已逃避至歐洲東南部偏遠的地方過冬。世界自然保護聯盟將牠們列為瀕危物種（C2a(ii); D），即估計只有少於50隻成鳥仍然生存，而且仍在減少中，可能只有一個亞群。

## 文化
摩洛哥曾於1994年以細嘴杓鷸來發行郵票。

## 外部連結
- ARKive細嘴杓鷸的相片
- BirdLife International Factsheet （页面存档备份，存于）
- BirdLife International Additional data
- British Ornithologists' Union Records Committee: 在德瑞里奇海灣看見細嘴杓鷸的紀錄
- 在摩洛哥攝影的細嘴杓鷸 （页面存档备份，存于）
- TSurfbirds.com （页面存档备份，存于）
- Slender-billed Curlew Memorandum of Understanding （页面存档备份，存于）
- CIC Species Conservation: Slender-billed Curlew （页面存档备份，存于）